# Nini Roll Anker
Nini Roll Anker (ur. 3 maja 1873 w Molde, zm. 20 maja 1942 w Asker) – norweska pisarka.
Wychowana w rodzinie sędziego, parlamentarzysty i późniejszego ministra Ferdinanda Rolla. W 1892 roku wyszła za mąż za właściciela ziemskiego Petera Ankera. W czasie swego małżeństwa zaangażowała się w poprawę losu pracowników związanych z dobrami ziemskimi Ankera. Efektem tego zaangażowania jest jej najbardziej znana książka Den som henger i en tråd (Ta, która wisi na nitce) opowiadająca o losach ubogiej szwaczki pracującej ciężko w fabryce odzieży.
W utworach Nini Roll Anker odnaleźć można nawiązania do twórczości dziewiętnastowiecznej pisarki Camilli Collett. Podobnie jak Camilla Collett podejmowała ona problem małżeństwa z rozsądku z człowiekiem, którego nie darzy się uczuciem. Wiele wskazuje na to, że czerpała tu z własnych doświadczeń. W 1907 roku rozwiodła się z Peterem Ankerem i w 1910 roku wyszła za mąż za jego kuzyna, Johana Ankera. Był on wielką miłością jej życia i dzięki niemu kariera pisarska Nini Roll Anker nabrała rozmachu.
Roll Anker przyjaźniła się z jedną z największych norweskich pisarek Sigrid Undset, pozostawiając po sobie dzienniki, w których wiele miejsca poświęca pisarce, a także obszerną korespondencję z przyjaciółką.

## Dzieła

### Proza
- Lill-Anna og de andre, 1906
- Benedicte Stendal, 1909
- Per Haukeberg, 1910
- De vaabenløse, 1912
- Det svake kjøn, 1915
- Fru Castrups datter, 1918
- Huset i Søgaten, 1923
- Kvindesind, 1924
- I amtmandsgaarden, 1925
- Under skraataket, 1927
- Prisopgaven, 1928
- Enken, 1932
- Elling Thorsens hjem, 1934
- Den som henger i en tråd, 1935
- På egen grunn, 1936
- Små avsløringer, 1937
- Bak Munkeruds fasade, 1938
- Kvinnen og den svarte fuglen, 1945
- Min venn Sigrid Undset, 1946

### Sztuki
- Kirken, 1920
- Komedien, 1923
- Piken, 1925
- På ærens mark, 1934

### Pod pseudonimem
- I Blinde (jako Jo Nein), 1898
- Liv, livet og jeg (jako Kåre P), 1927
- Vi skriver en roman (jako Kåre P), 1930
- To ungdomsår (jako Kåre P), 1937